# Hal Kanter
Hal Kanter (Savannah, 18 de dezembro de 1918 — Encino, 6 de novembro de 2011) foi um escritor, produtor cinematográfico e cineasta norte-americano.